# Urbise
Urbise is een gemeente in het Franse departement Loire (regio Auvergne-Rhône-Alpes) en telt 130 inwoners (2004). De plaats maakt deel uit van het arrondissement Roanne.

## Geografie
De oppervlakte van Urbise bedraagt 15,2 km², de bevolkingsdichtheid is 8,6 inwoners per km².
De onderstaande kaart toont de ligging van Urbise met de belangrijkste infrastructuur en aangrenzende gemeenten.

## Demografie
Onderstaande figuur toont het verloop van het inwonertal (bron: INSEE-tellingen).

## Externe links

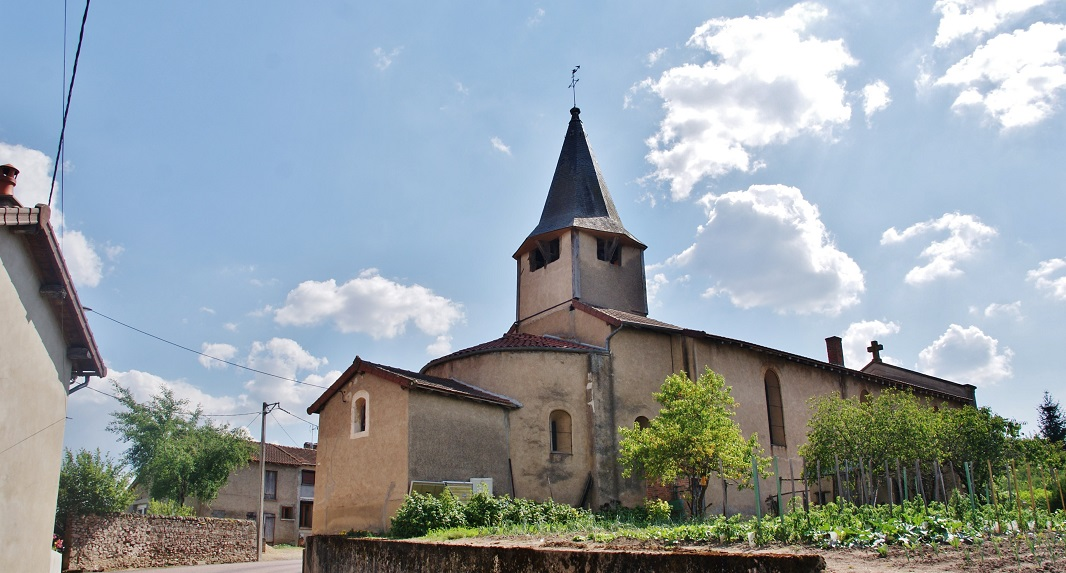
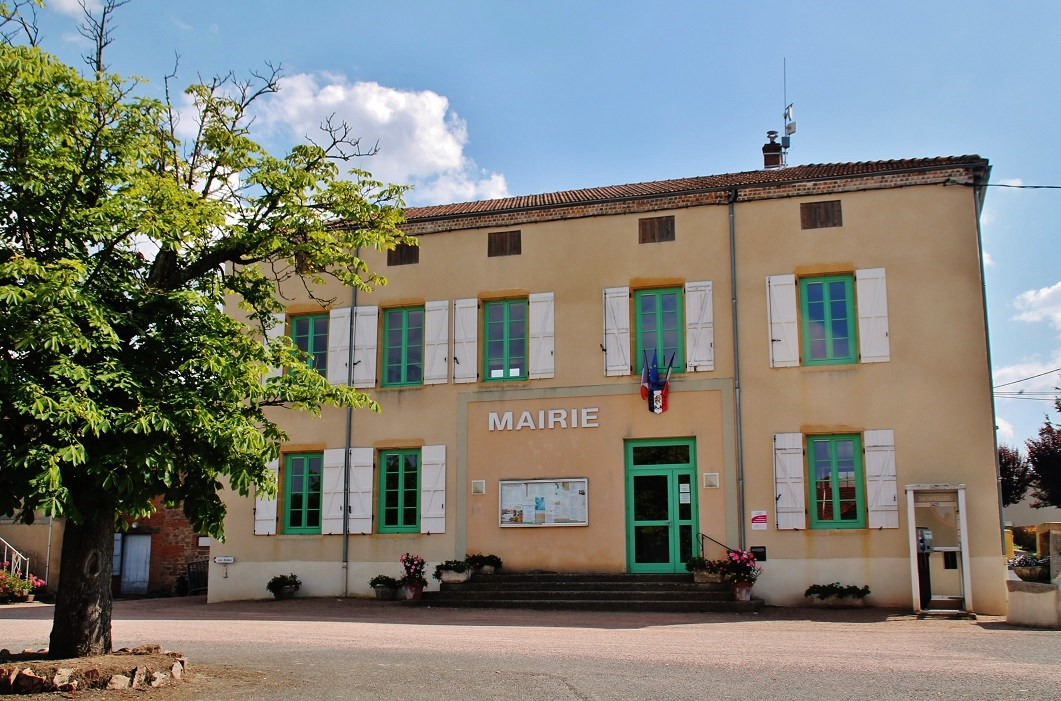